# Ganonema brevicellum
Ganonema brevicellum är en nattsländeart som beskrevs av Georg Ulmer 1926. Ganonema brevicellum ingår i släktet Ganonema och familjen Calamoceratidae. Inga underarter finns listade i Catalogue of Life.